# Syndrom eboli
Syndrom eboli (tytuł oryg. Yi boh lai beng duk) – hongkoński horror komediowy z 1996 roku w reżyserii Hermana Yau.

## Fabuła
Podczas podróży na dzikie tereny RPA pracownik restauracji dokonuje gwałtu na kobiecie z plemienia Zulu. Następnie zabija ją i wraca ze swoim szefem do miasta. Nie jest świadomy, że była ona zarażona śmiertelnie groźnym wirusem ebola. Tylko nieliczni ludzie mają szansę przeżyć infekcję. Głównemu bohaterowi (granemu przez Anthony’ego Wonga) udaje się uniknąć śmierci. Kiedy jego stan się poprawia zabija właściciela restauracji, w której pracuje, jego żonę oraz jej kuzyna. Pomimo popełnionych zbrodni postanawia zostać na miejscu. Sprząta restaurację i okłamuje jej pracowników. Po odnalezieniu walizki z pieniędzmi, będąc nosicielem wirusa, wraca do Hongkongu, gdzie przed laty popełnił straszliwą zbrodnię. Zaraża nim już nie tylko osoby spotkane w RPA. Wybucha epidemia.